# Michael Tolkin

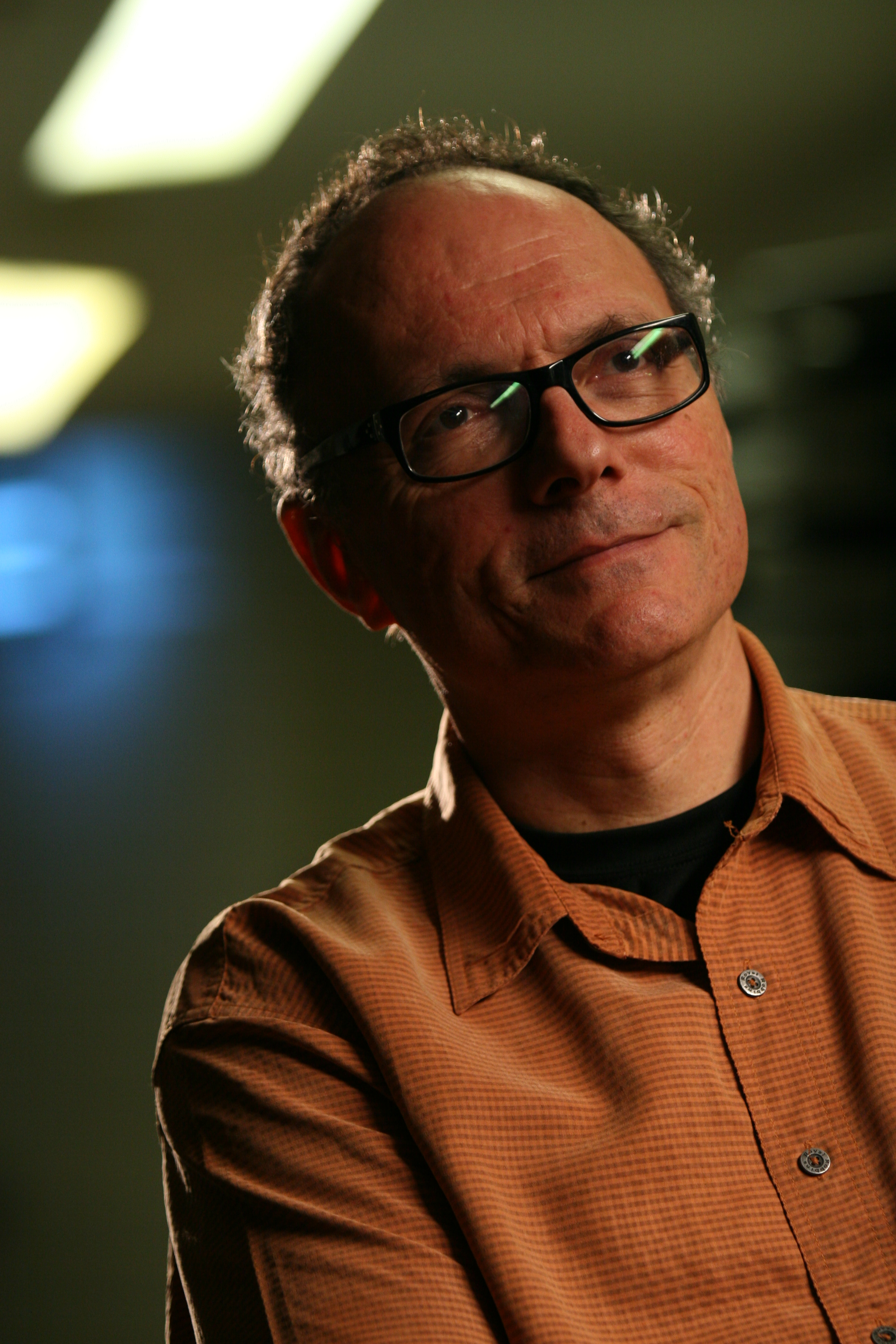
Michael Tolkin (März 2011)

Michael L. Tolkin (* 17. Oktober 1950 in New York City) ist ein US-amerikanischer Schriftsteller, Drehbuchautor und Filmregisseur.

## Leben
Michael Tolkin wurde als Sohn von Edith Leibovitch und dem Comedyautor Mel Tolkin geboren. Nachdem er seinen Bachelor of Arts 1974 am Middlebury College erhalten hatte, zog er nach New York zurück, wo er nach einigen Jahren als Journalist 1979 mit drei Drehbüchern bei der Fernsehserie Delta House erstmals beim Film arbeitete. Mit Gleaming Heart – Rebellen auf Skateboards wurde erstmals 1989 ein Drehbuch von ihm für einen Spielfilm verfilmt. Nachdem er 1988 den Roman The Player schrieb, konnte er 1992 mit der Verfilmung The Player seinen bisher größten Erfolg, einer Nominierung bei der Oscarverleihung 1993 für das Beste adaptierte Drehbuch, feiern.
Michael Tolkin ist mit der Psychologin Wendy Mogel verheiratet und ist der Bruder des Drehbuchautors Stephen Tolkin.

## Werke
- 1988: The Player
- 2002: Among the Dead
- 2003: Under Radar
- 2006: The Return of the Player

## Filmografie (Auswahl)
- 1979: Delta House (Fernsehserie, 3 Episoden)
- 1980: Taxi (Fernsehserie, 1 Episode)
- 1989: Gleaming Heart – Rebellen auf Skateboards (Gleaming the Cube)
- 1991: Dunkle Erleuchtung (The Rapture)
- 1992: Jenseits der weißen Linie (Deep Cover)
- 1992: The Player
- 1994: Flammen des Widerstandes (The Burning Season)
- 1994: New Age (The New Age)
- 1998: Deep Impact
- 2002: Spurwechsel (Changing Lanes)
- 2008: 1%
- 2009: Nine
- 2022: The Offer (Fernsehserie)

## Auszeichnung (Auswahl)
Oscar
- 1993: Nominierung für das Beste adaptierte Drehbuch von The Player

Independent Spirit Award
- 1992: Nominierung für den Besten Debütfilm mit Dunkle Erleuchtung
- 1993: Auszeichnung für den Besten Film mit The Player